# Список женских национальных сборных по баскетболу
Список всех национальных женских сборных по баскетболу.

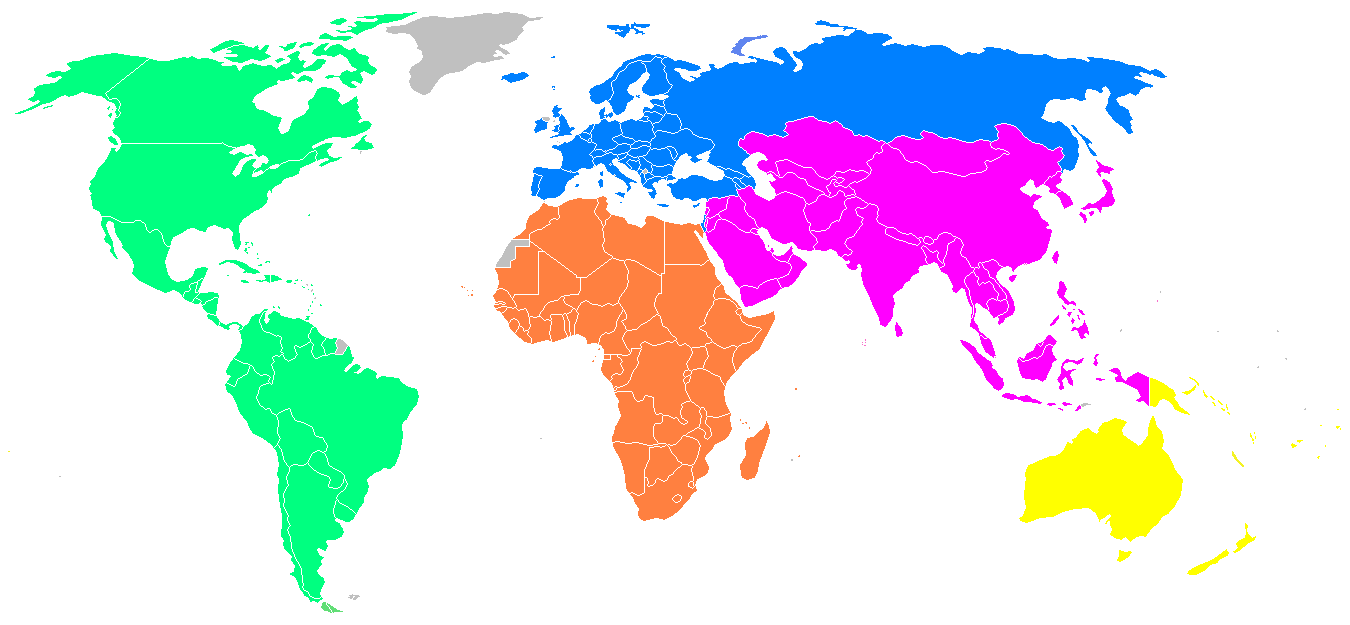
5 зон ФИБА.

## Существующие команды
Международная федерация баскетбола или ФИБА распределила 213 национальных команды в 5 зон, каждая из которых находится на своём континенте (Северная Америка и Южная Америка объединены в зону Америка.) Последняя добавленная команда — сборная Черногории, образованная в 2006 году.
Согласно ФИБА команд больше нежели в ФИФА (209).

### ФИБА Африка

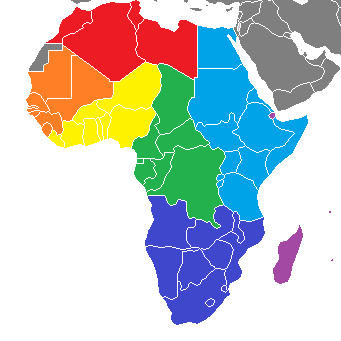
ФИБА Африка.

ФИБА Африка, насчитывает 53 национальные сборные, поделенных на 7 зон.

| - Алжир - Ливия - Марокко - Тунис - Кабо-Верде - Гамбия - Гвинея-Бисау - Гвинея - Мали - Мавритания - Сенегал - Сьерра-Леоне - Бенин - Буркина-Фасо - Кот-д’Ивуар - Гана - Либерия - Нигер - Нигерия - Того | - Камерун - ЦАР - Чад - Республика Конго - ДР Конго - Экваториальная Гвинея - Габон - Сан-Томе и Принсипи - Бурунди - Джибути - Египет - Эритрея - Эфиопия - Кения - Руанда - Сомали - Судан - Танзания - Уганда | - Ангола - Ботсвана - Лесото - Малави - Мозамбик - Намибия - ЮАР - Свазиленд - Замбия - Зимбабве - Коморы - Мадагаскар - Маврикий - Сейшелы |

### ФИБА Америка
ФИБА Америка  (формально Пан-американская баскетбольная конфедерация), которая контролирует Северную Америку, Центральную Америку, Карибский бассейн, и Южную Америку, имеет 44 национальные команды, разделенные на три части.. Конфедерация баскетбола Центральной Америки и Карибского бассейна (CONCECABA) далее делается на Центральную Америку и зону Карибского бассейна.

| CONCECABA Карибский бассейн Антигуа и Барбуда Американские Виргинские острова Аруба Багамские Острова Барбадос Бермудские Острова Каймановы острова Куба Доминика Доминиканская Республика Гренада Гайана Республика Гаити Монтсеррат Нидерландские Антилы Пуэрто-Рико Сент-Китс и Невис Сент-Люсия Сент-Винсент и Гренадины Суринам Тринидад и Тобаго Теркс и Кайкос Ямайка | - Белиз - Коста-Рика - Сальвадор - Гватемала - Гондурас - Мексика - Никарагуа - Панама - Канада - США - Аргентина - Боливия - Бразилия - Венесуэла - Колумбия - Эквадор - Парагвай - Перу - Уругвай - Чили |

### ФИБА Азия

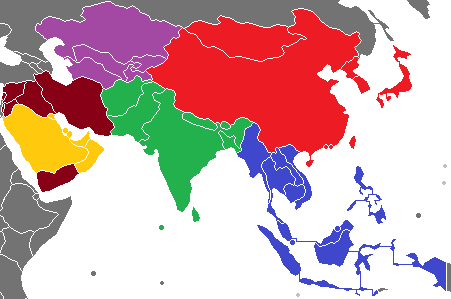
FIBA Asia subzones.

ФИБА Азия (формально Азиатская баскетбольная конфедерация)делится на 5 зон.

| - Китай - Китайская Республика (Тайвань) - Республика Корея - Гонконг - Япония - КНДР - Макао - Монголия - Бахрейн - Кувейт - Оман - Катар - Саудовская Аравия - ОАЭ | - Афганистан - Бангладеш - Бутан - Индия - Казахстан - Кыргызстан - Мальдивы - Непал - Пакистан - Шри-Ланка - Таджикистан - Туркменистан - Узбекистан | - Бруней - Камбоджа - Индонезия - Лаос - Малайзия - Мьянма - Филиппины - Сингапур - Таиланд - Вьетнам - Иран - Ирак - Иордания - Ливан - Палестина - Сирия - Йемен |

### ФИБА Европа
ФИБА Европа состоит из 51 национальной сборной.
| - Албания - Андорра - Армения - Австрия - Азербайджан - Беларусь - Бельгия - Босния и Герцеговина - Болгария - Хорватия - Кипр - Чехия - Дания - Англия - Эстония - Финляндия - Франция | - Грузия - Германия - Гибралтар - Греция - Венгрия - Исландия - Ирландия - Израиль - Италия - Латвия - Литва - Люксембург - Македония - Мальта - Молдова - Монако - Черногория | - Нидерланды - Норвегия - Польша - Португалия - Румыния - Россия - Сан-Марино - Шотландия - Сербия - Словакия - Словения - Испания - Швеция - Швейцария - Турция - Украина - Уэльс |

 Великобритания объединяет сборные Англии, Шотландии и Уэльса, примет участие в Олимпийских играх 2012 года в Лондоне.

### ФИБА Океания
ФИБА Океания включает себя 21 национальную команду.

| - Американское Самоа - Австралия - Вануату - Гуам - Кирибати - Маршалловы Острова - Науру - Новая Каледония - Новая Зеландия - Острова Кука | - Остров Норфолк - Палау - Папуа — Новая Гвинея - Самоа - Северные Марианские острова - Соломоновы Острова - Таити - Тонга - Тувалу - Федеративные Штаты Микронезии - Фиджи |

### Не члены ФИБА
| - Бонайре - Валлония - Ватикан - Восточный Тимор - Гваделупа - Занзибар - Западная Сахара - Кусаие - Мартиника - Майотта - Менорка - Ниуэ - Остров Святой Елены - Острова Питкэрн - Понпеи | - Приднестровская Молдавская Республика - Реюньон - Саба - Сен-Мартен - Сен-Пьер и Микелон - Синт-Эстатиус - Синт-Маартен - Токелау - Турецкая Республика Северного Кипра - Уоллис и Футуна - Фолклендские острова - Французская Гвиана - Чуук - Южный Судан - Яп |

## Исчезнувшие команды
- ГДР
- Сербия и Черногория
- СССР
- Чехословакия
- Югославия
- Южный Вьетнам
- Южный Йемен

## Коды стран ФИБА
ФИБА использует коды МОК для большинства стран, которые входят в Международный олимпийский комитет. Для не участников МОК и исключений ФИБА использует следующие коды:
- Англия: ENG
- Гибралтар: GIB
- Маршалловы Острова: MIS (IOC: MHL)
- Монтсеррат: MAT
- Новая Каледония: CAL
- Остров Норфолк: NIS
- Северные Марианские острова: SAI
- Шотландия: SCO
- Таити: TAH
- Теркс и Кайкос: TCI
- Уэльс: WAL